# Обща система за преференции
Съгласно определението на Световната търговска организация Общата система за преференции представлява схеми, разработени от развитите държави, които предоставят преференциални тарифи при внос от развиващите се държави.
Според УНКТАД схемите на общите системи за преференции на страните-донори предоставят на развиващите се държави намалени или нулеви тарифни ставки, свръх ставката „най-облагодетелствана нация“ по отношение на избрани продукти с определен произход. Най-слабо развитите държави получават специално преференциално отношение за по-широк кръг стоки и по-обхватни намаления на ставките.
Идеята за предоставяне на преференции от индустриалните държави в полза на развиващите се страни е лансирана от първия генерален секретар на УНКТАД Раул Пребиш още на първата ѝ конференция през 1964 г. Общата система за преференции е приета на втората конференция в Ню Делхи през 1968 г.
Понастоящем функционират 16 национални системи за преференции, регистрирани в Секретариата на УНКТАД. Това са системите на: Австралия, Беларус, България, Европейския съюз, Канада, Нова Зеландия, Норвегия, Полша, Русия, САЩ, Словакия, Турция, Унгария, Чехия, Швейцария, Япония.
Понастоящем най-широко прилаганите общи системи за преференции са тези на Европейския съюз и на САЩ.